# تورية كبيرة
تورية كبيرة أو جوزة الطيب الزرنبية الصينية أو جوزة الطيب الطقسوسية الصينية (الاسم العلمي:Torreya grandis) هي نوع من النباتات تتبع جنس التورية من الفصيلة الطقسوسية. وهي من أشجار الصين وذات ثمار صالحة للأكل. تم وصف هذا النوع من النبات علمياً لأول مرة من قبل جون لندلي (Lindl.) وروبرت فورتون (Fortune) سنة 1857.

## معرض صور

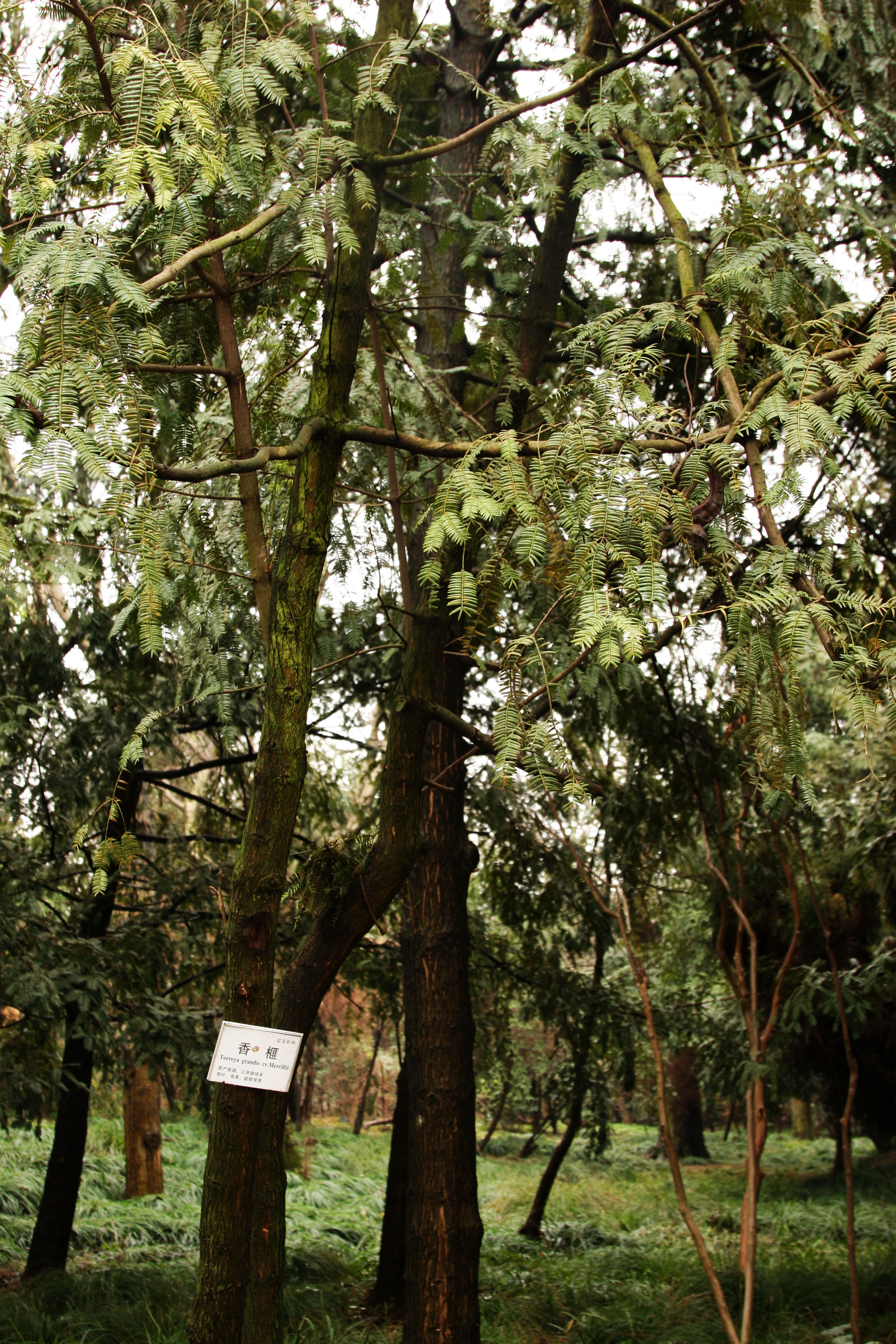
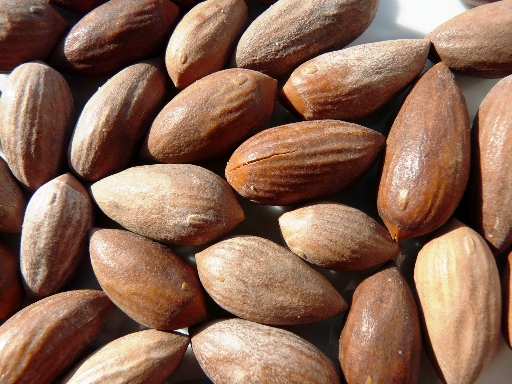
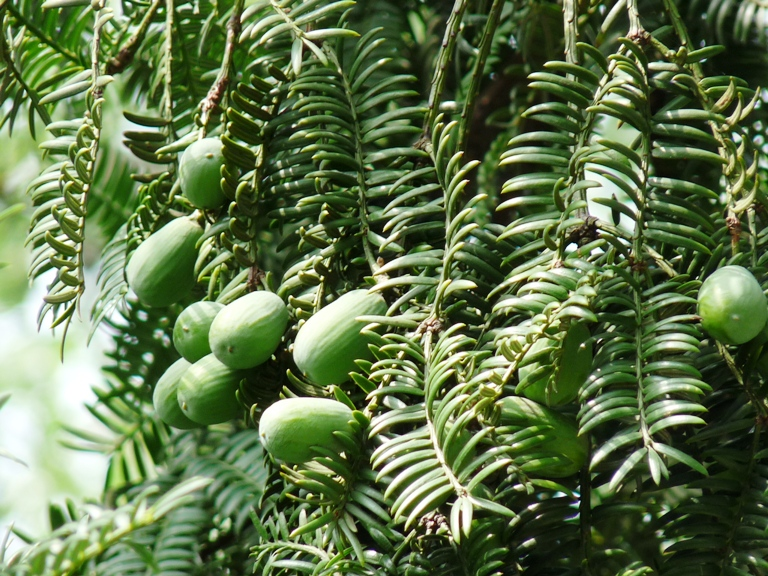